# Jairo Patiño
Jairo Leonard Patiño Rosero (ur. 5 kwietnia 1978 w Cali) – kolumbijski piłkarz występujący na pozycji pomocnika. Obdarzony przydomkiem „Viejo”.

## Kariera klubowa
Patiño zawodową karierę rozpoczynał w 1998 roku w zespole Deportivo Cali. W 1999 roku odszedł do Atlético Huila, a w 2000 roku trafił do Deportivo Pasto. W 2001 roku wrócił do Deportivo Cali i tym razem jego barwy reprezentował przez 3 sezony.
W 2003 roku podpisał kontrakt z argentyńskim Newell’s Old Boys. W Primera División Argentina zadebiutował 9 sierpnia 2003 roku w zremisowanym 0:0 pojedynku z CA Independiente. 17 sierpnia 2003 roku w wygranym 2:0 spotkaniu z River Plate strzelił pierwszego gola w Primera División Argentina. W Newell’s spędził rok.
W 2004 roku Patiño odszedł do River Plate, także grającego w Primera División Argentina. Pierwszy ligowy mecz zaliczył tam 22 sierpnia 2004 roku przeciwko Banfield (2:2). Przez 2 lata w barwach River Plate rozegrał 37 spotkań i zdobył 2 bramki. Na początku 2007 roku wrócił do Kolumbii, gdzie został graczem klubu Atlético Nacional. W tym samym roku zdobył z nim mistrzostwo fazy Apertura.
W połowie 2007 roku Patiño przeszedł do argentyńskiego Banfield (Primera División Argentina). Ligowy debiut zanotował tam 12 sierpnia 2007 roku w wygranym 1:0 pojedynku z Racing Club. W Banfield grał przez rok.
W 2008 roku podpisał kontrakt z meksykańskim San Luis. W Primera División de México zadebiutował 3 sierpnia 2008 roku w wygranym 3:2 meczu z Pachuką, w którym strzelił także bramkę. W San Luis spędził rok. W 2009 ponownie został zawodnikiem drużyny Atlético Nacional.

## Kariera reprezentacyjna
W reprezentacji Kolumbii Patiño zadebiutował w 2003 roku. W tym samym roku został powołany do kadry na Puchar Konfederacji. Zagrał na nim w meczach z Francją (0:1), Nową Zelandią (3:1), Japonią (1:0), Kamerunem (0:1) i Turcją (1:2). Tamten turniej Kolumbia zakończyła na 4. miejscu.
W 2003 roku Patiño uczestniczył również w Złotym Pucharze CONCACAF 2003. Podczas tego turnieju rozegrał 3 spotkania: z Jamajką (1:0), Gwatemalą (1:1) i Brazylią (0:2). W pojedynku z Jamajką strzelił także gola. Z tamtego turnieju Kolumbia odpadła w ćwierćfinale.
W 2004 roku znalazł się w zespole na Copa América. Na tamtym turnieju, zakończonym przez Kolumbię na 4. miejscu, wystąpił w meczach z Wenezuelą (1:0), Boliwią (1:0), Kostaryką (2:0), Argentyną (0:3) i Urugwajem (1:2).
W 2005 roku Patiño ponownie wziął udział w Złotym Pucharze CONCACAF. Zagrał na nim w pojedynkach z Panamą (0:1), Hondurasem (1:2), Trynidadem i Tobago (2:0), Meksykiem (2:1) oraz ponownie z Panamą (2:3). W spotkaniu z Meksykiem zdobył jedną bramkę, a w drugim z Panamą dwie bramki. Z tamtego turnieju Kolumbia odpadła w półfinale.